# 無懷氏
無懷氏，是中国上古傳說中一位賢能的首領，在位時人民安定。其部落驻地在怀城（今河南省焦作市武陟县）。后世将他的统治视为理想社会。